# Pitkä-Mälkiö
Pitkä-Mälkiö är en sjö i kommunen Jockas i landskapet Södra Savolax i Finland. Arean är 40 hektar och strandlinjen är 4,8 kilometer lång. Sjön  ingår i Vuoksens huvudavrinningsområde.   Den ligger omkring 42 kilometer nordöst om S:t Michel och omkring 250 kilometer nordöst om Helsingfors. 